# Дністрик Дубовий
Дністрик Дубовий — гірський потік в Україні у Самбірському районі Львівської області. Лівий доплив річки Дністер (басейн Дністра).

## Опис
Довжина потоку 4,5 км, найкоротша відстань між витоком і гирлом — 4,04  км, коефіцієнт звивистості річки — 1,11 . Формується багатьма безіменними струмками.

## Розташування
Бере початок на південних схилах гори безіменної (672,8 м) у Регіональному ландшафтному парку «Надсянський». Тече переважно на північний схід через село Дністрик-Дубовий і у північно-західній околиці села Жукотин впадає у ріку Дністер.